# كهريز (سلماس)
كهريز هي قرية في مقاطعة سلماس، إيران. يقدر عدد سكانها بـ 268 نسمة بحسب إحصاء 2016.